# Карлайл, Рэнди
Рэндольф Роберт «Рэнди» Карлайл (англ. Randolph Robert Carlyle; род. 19 апреля 1956, Садбери, Онтарио) — хоккейный тренер. В прошлом — профессиональный хоккеист, защитник. Провёл в НХЛ 17 сезонов. В качестве главного тренера выиграл Кубок Стэнли 2007 с «Анахаймом».

## Тренерская карьера

### Анахайм Дакс
Рэнди Карлайл стал главным тренером «Анахайма» перед сезоном 2005—2006. Под его руководством «утки» впервые в своей истории выиграли Кубок Стэнли в 2007 году. После победы в финале Карлайл продлил контракт с клубом на один год, а 24 июля 2008 ещё на два.

11 января 2010 победа в матче с «Чикаго Блэкхокс» (3-1) стала для Карлайла 200-й в качестве главного тренера «Анахайма».

14 декабря 2010 Рэнди Карлайл продлил контракт с клубом на один год, до сезона 2011—2012, а 8 августа 2011 ещё на три, но из-за плохих результатов команды по ходу сезона был уволен со своего поста через 4 месяца, 1 декабря.

### Торонто Мейпл Лифс
Карлайл был назначен главным тренером «Торонто» 3 марта 2012 вместо уволенного за неудовлетворительные результаты Рона Уилсона. Он стал 29-м тренером «Мейпл Лифс» в истории и 16-м, кто выступал за команду в качестве игрока. Помимо кандидатуры Карлайла, генеральный менеджер команды Брайан Бурк рассматривал также и кандидатуру Марка Кроуфорда, но сделал выбор в пользу первого. Дебют Карлайла в роли тренера «Торонто» состоялся в матче с «Монреалем».
В сезоне 2013/14 «Торонто» не смог выйти в плей-офф, провалив концовку сезона; но несмотря на это Карлайлу был предложен новый контракт с клубом. 8 мая 2014 года Рэнди Карлайл подписал новый контракт с «Мейпл Лифс», рассчитанный на два года.
6 января 2015 года был уволен с поста главного тренера «Торонто».

### Возвращение в Анахайм
14 июня 2016 года был назначен на пост главного тренера «Анахайм Дакс», который он тренировал с 2005 по 2011 годы и завоёвывал Кубок Стэнли в 2007 году.
В 2017 году вместе с командой дошёл до Финала Западной конференции, где «Анахайм Дакс» в 6 матчах уступили «Нэшвиллу».
В 2018 году в первом раунде уступили «Сан-Хосе Шаркс» не выиграв ни одной игры в серии.
В сезоне 2018/2019 из-за неудовлетворительных результатов был уволен с поста главного тренера «Анахайм Дакс». Его пост занял генеральный менеджер Боб Мюррей.

## Статистика
| Легенда | Легенда                    | Легенда | Легенда                   | Легенда | Легенда    |
| ------- | -------------------------- | ------- | ------------------------- | ------- | ---------- |
| И       | Количество проведённых игр | Штр     | Штрафное время            | +/−     | Плюс-минус |
| Г       | Голы                       | П       | Голевые передачи          | О       | Очки       |
| -       | Статистика неизвестна      | —       | Статистика не учитывалась |         |            |

### В качестве тренера
| Команда            | Турнир-сезон | Регулярный сезон | Регулярный сезон | Регулярный сезон | Регулярный сезон | Регулярный сезон | Регулярный сезон | Регулярный сезон  | Плей-офф | Плей-офф | Плей-офф                              |
| Команда            | Турнир-сезон | И                | В                | П                | Н                | ОТП              | О                | Результат         | В        | П        | Результат                             |
| ------------------ | ------------ | ---------------- | ---------------- | ---------------- | ---------------- | ---------------- | ---------------- | ----------------- | -------- | -------- | ------------------------------------- |
| Манитоба Мус       | ИХЛ 1996/97  | 32               | 16               | 14               | 0                | 2                | 0,531            | 5 место на СрЗ    | —        | —        | Не попали в плей-офф                  |
| Манитоба Мус       | ИХЛ 1997/98  | 82               | 39               | 36               | 0                | 7                | 0,518            | 4 место на СЗ     | 0        | 3        | Выбыли в 1 раунде                     |
| Манитоба Мус       | ИХЛ 1998/99  | 82               | 47               | 21               | 0                | 14               | 0,659            | 2 место на СрЗ    | 2        | 3        | Выбыли в 1 раунде                     |
| Манитоба Мус       | ИХЛ 1999/00  | 82               | 37               | 31               | 0                | 14               | 0,537            | 5 место на Западе | 0        | 2        | Выбыли в 1 раунде                     |
| Манитоба Мус       | ИХЛ 2000/01  | 82               | 39               | 31               | 0                | 12               | 0,549            | 3 место на Западе | 6        | 7        | Выбыли во 2 раунде                    |
| Манитоба Мус       | АХЛ 2004/05  | 80               | 44               | 26               | 0                | 10               | 0,613            | 3 место на Севере | 8        | 6        | Выбыли в 3 раунде                     |
| Анахайм Дакс       | НХЛ 2005/06  | 82               | 43               | 27               | 0                | 12               | 0,598            | 3 место в ТД      | 9        | 7        | Выбыли в 3 раунде                     |
| Анахайм Дакс       | НХЛ 2006/07  | 82               | 48               | 20               | 0                | 14               | 0,671            | 1 место в ТД      | 16       | 5        | Выиграли Кубок Стэнли                 |
| Анахайм Дакс       | НХЛ 2007/08  | 82               | 47               | 27               | 0                | 8                | 0,622            | 2 место в ТД      | 2        | 4        | Выбыли в 1 раунде                     |
| Анахайм Дакс       | НХЛ 2008/09  | 82               | 42               | 33               | 0                | 7                | 0,555            | 2 место в ТД      | 7        | 6        | Выбыли во 2 раунде                    |
| Анахайм Дакс       | НХЛ 2009/10  | 82               | 39               | 32               | 0                | 11               | 0,543            | 4 место в ТД      | —        | —        | Не попали в плей-офф                  |
| Анахайм Дакс       | НХЛ 2010/11  | 82               | 47               | 30               | 0                | 5                | 0,604            | 2 место в ТД      | 2        | 4        | Выбыли в 1 раунде                     |
| Анахайм Дакс       | НХЛ 2011/12  | 24               | 7                | 13               | 0                | 4                | 0,375            | уволен            | —        | —        | —                                     |
| Торонто Мейпл Лифс | НХЛ 2011/12  | 18               | 6                | 9                | 0                | 3                | 0,417            | 4 место в СВД     | —        | —        | Не попали в плей-офф                  |
| Торонто Мейпл Лифс | НХЛ 2012/13  | 48               | 28               | 17               | 0                | 5                | 0,594            | 3 место в СВД     | 3        | 4        | Выбыли в 1 раунде                     |
| Торонто Мейпл Лифс | НХЛ 2013/14  | 82               | 38               | 36               | 0                | 8                | 0,512            | 6 место в АД      | —        | —        | Не попали в плей-офф                  |
| Всего              | Всего        | 704              | 364              | 260              | 0                | 80               | 808              |                   | 39       | 30       | 6 попаданий в плей-офф 1 Кубок Стэнли |

## Награды
- Джеймс Норрис Трофи — приз лучшему защитнику, «Питтсбург Пингвинз», 1981[16].